# Матей Юрасек
Матей Юрасек (чеськ. Matĕj Jurasék, нар. 30 серпня 2003) — чеський футболіст, півзахисник англійського клубу «Норвіч Сіті» і збірної Чехії.
Виступав, зокрема, за клуб «Славія», а також молодіжну збірну Чехії.
Володар Кубка Чехії.

## Клубна кар'єра
Народився 30 серпня 2003 року. Вихованець юнацьких команд футбольних клубів «Карвіна», «Славія».
У дорослому футболі дебютував 2020 року виступами за команду «Славія» II, в якій провів один сезон, взявши участь у 4 матчах чемпіонату. 
Своєю грою за цю команду привернув увагу представників тренерського штабу клубу «Славія», до складу якого приєднався 2020 року. Відіграв за празьку команду наступний сезон своєї ігрової кар'єри.
Згодом з 2021 по 2022 рік грав у складі команд «Граффін» (Влашим), «Карвіна» та «Граффін» (Влашим).
До складу клубу «Славія» приєднався 2022 року. Станом на 19 червня 2023 року відіграв за празьку команду 21 матч в національному чемпіонаті.

## Виступи за збірні
У 2018 році дебютував у складі юнацької збірної Чехії (U-16), загалом на юнацькому рівні взяв участь у 14 іграх, відзначившись 3 забитими голами.
З 2022 року залучався до складу молодіжної збірної Чехії. На молодіжному рівні зіграв у 2 офіційних матчах.
У 2023 році дебютував в офіційних матчах у складі національної збірної Чехії.

## Титули і досягнення
- Володар Кубка Чехії (1):

«Славія»: 2022-2023